# Pebekkamen
Pebekkamen (... – 1155 a.C.) è stato un funzionario e cospiratore egizio.

## Biografia
Poco è noto della vita di Pebekkamen, a parte il suo ruolo di primo piano nella congiura dell'harem che, nel 1155 a.C., tentò di assassinare il faraone Ramses III della XX dinastia egizia. Il tentativo di Pebekkamen di portare al trono Pentaur invece del futuro Ramses IV si rivelò un fallimento e neanche l'alta posizione di Pebekkamen come dispensiere alla corte del faraone riuscì a salvargli la vita. Pebekkamen fu processato e condannato a morte e l'uomo venne arso vivo sul rogo, una pena particolarmente temuta nell'antico Egitto perché si riteneva che impedisse all'anima del defunto di progredire nell'aldilà.

## Nella cultura di massa
Pebekkamen è un personaggio del videogioco del 2005 Civilization IV.